# Uprawnienia geodezyjne w Polsce
Uprawnienia geodezyjne – uprawnienia nadawane przez Komisję Kwalifikacyjną ds. Uprawnień Zawodowych w Dziedzinie Geodezji i Kartografii. Egzaminy składają się z części pisemnej oraz ustnej. Po pozytywnym wyniku egzaminu dana osoba otrzymuje tytuł zawodowy geodety uprawnionego (do wykonywania samodzielnych funkcji w dziedzinie geodezji i kartografii).
W dotychczasowej procedurze nadawane były następujące zakresy uprawnień (pierwsze dwie cyfry oznaczają rok wprowadzenia w prawie danego zakresu, a trzecia cyfra oznacza zakres):
- 841 – pomiary sytuacyjno-wysokościowe i opracowanie ich wyników
- 842 – rozgraniczenia i podziały nieruchomości (gruntów) oraz sporządzanie dokumentacji do celów prawnych
- 843 – geodezyjne pomiary realizacyjne i inwentaryzacyjne
- 844 – geodezyjna obsługa inwestycji
- 845 – geodezyjne urządzanie terenów rolnych i leśnych
- 846 – szacowanie nieruchomości gruntowych
- 847 – fotogrametria naziemna
- 891 – geodezyjne pomiary sytuacyjno-wysokościowe realizacyjne i inwentaryzacyjne
- 892 – rozgraniczanie, podziały i szacowanie nieruchomości (gruntów) oraz sporządzanie dokumentacji geodezyjno-kartograficznej do celów prawnych
- 893 – geodezyjne pomiary podstawowe
- 894 – geodezyjna obsługa inwestycji
- 895 – geodezyjne urządzanie terenów rolnych i leśnych
- 896 – redakcja map
- 897 – fotogrametria i teledetekcja
- 912 – rozgraniczanie i podziały nieruchomości (gruntów) oraz sporządzanie dokumentacji do celów prawnych.

Obecnie zgodnie z ustawą nadaje się uprawnienia w zakresach:
1. geodezyjne pomiary sytuacyjno-wysokościowe, realizacyjne i inwentaryzacyjne;
2. rozgraniczanie i podziały nieruchomości (gruntów) oraz sporządzanie dokumentacji do celów prawnych;
3. geodezyjne pomiary podstawowe;
4. geodezyjna obsługa inwestycji;
5. geodezyjne urządzanie terenów rolnych i leśnych;
6. redakcja map;
7. fotogrametria i teledetekcja.

## Zamiary deregulacjizawodugeodeta
Od około 2010 r. politycy zastanawiają się nad uwolnieniem części zawodów tj. zniesienie obowiązku posiadania uprawnień zawodowych. Między innymi projekty ustaw dotyczą również zawodu geodeta.